# Fossil Group

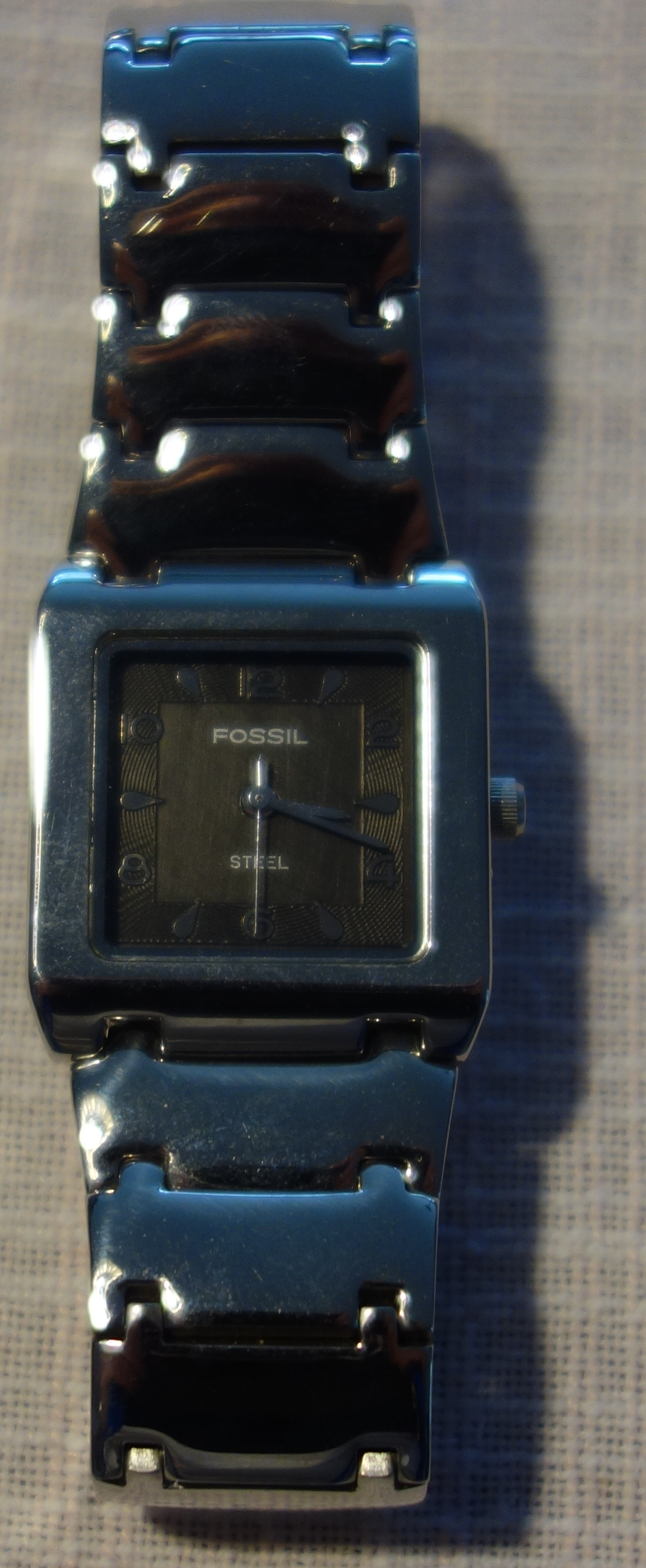
Damenarmbanduhr von Fossil

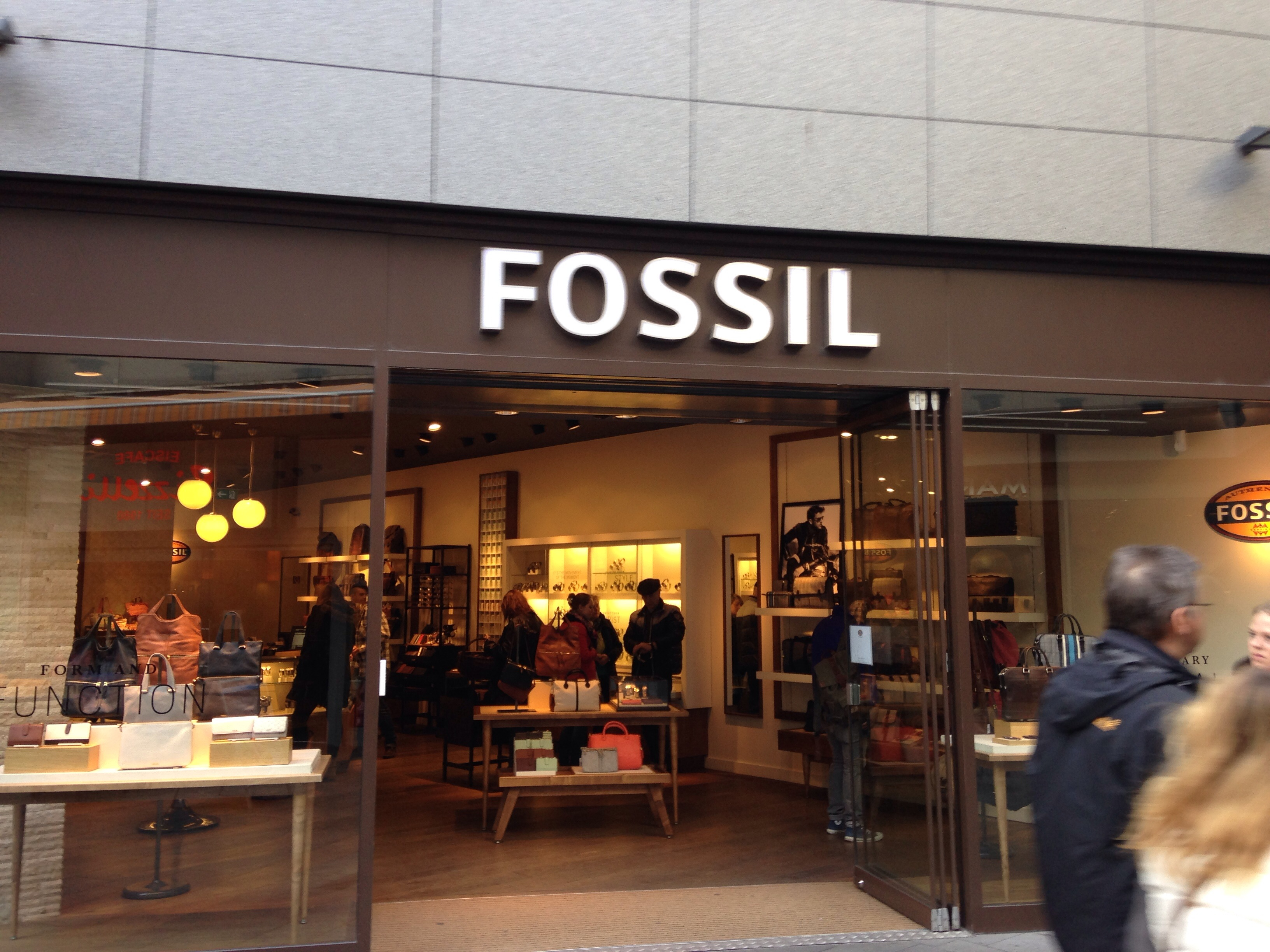
Fossil-Geschäft in Mainz

Fossil, Inc. ist ein in Richardson, Texas, USA ansässiges Unternehmen, das sich auf das Design, die Produktion, das Marketing und die Distribution von Fashion-Accessoires spezialisiert hat. Das Unternehmen bietet eine Auswahl an Uhren und Schmuck für Damen und Herren sowie Handtaschen, Kleinlederwaren und Bekleidung. Es produziert bzw. produzierte auch unter anderem für die Marken Diesel, Emporio Armani, DKNY, Burberry, Michael Kors, Marc by Marc Jacobs, adidas, Tory Burch und Karl Lagerfeld. Das Unternehmen ist an der NASDAQ gelistet.
Neben 400 eigenen Geschäften weltweit und Verkauf im E-Commerce werden die Produkte in Kaufhäusern sowie in Uhren- und Schmuckfachgeschäften verkauft. Der Konzern beschäftigt weltweit etwa 13.000 Mitarbeiter, darunter rund 1.500 in Deutschland. Der deutsche Hauptsitz der Fossil (Europe) GmbH befindet sich im oberbayerischen Grabenstätt. Die Europazentrale der Fossil Group befindet sich in Basel, Schweiz.

## Akquisitionen
Das Unternehmen hat in den letzten Jahren folgende Akquisitionen getätigt:
- 2001: Übernahme der Marke Zodiac von Genender International für ca. 4,7 Mio. US-Dollar.[3] Zodiac war eine 1882 gegründete Schweizer Uhrenmarke.[4] Fossil bekam so erstmals Zugang zum Schweizer Markt.
- 2004: Übernahme der Schweizer Uhrenmarke Michele durch Übernahme der Tempus International Corp für ca. 50 Mio. US-Dollar. Ergänzung des Uhren-Portfolios im Design-Segment.[5]
- 2007: Übernahme von Watch Station International, ein Uhrenhändler mit weltweiten Verkaufsgeschäften, vom Unternehmen Sunglass Hut, welches wiederum Teil der Luxottica Gruppe ist.[6]
- 2012: Übernahme von Skagen Designs für ca. 225 Millionen US-Dollar und 150.000 Fossil Aktien. Skagen ist eine etablierte Uhren- und Schmuckmarke mit dänischem Design und wird als Eigenmarke weitergeführt.[7]
- 2013: Fossil übernimmt lateinamerikanisches Distributionsgeschäft von Partner Bentrani Watches, LLC aus Miami, Florida.[8]
- 2015: Fossil übernimmt den Wearable-Computing-Anbieter Misfit Wearables aus Burlingame, Kalifornien für ca. 241 Mio. Euro und will die Misfit-Technologie in die Uhren der verschiedenen Marken der Fossil-Gruppe integrieren.[9]